# Hochfrequenzlitze

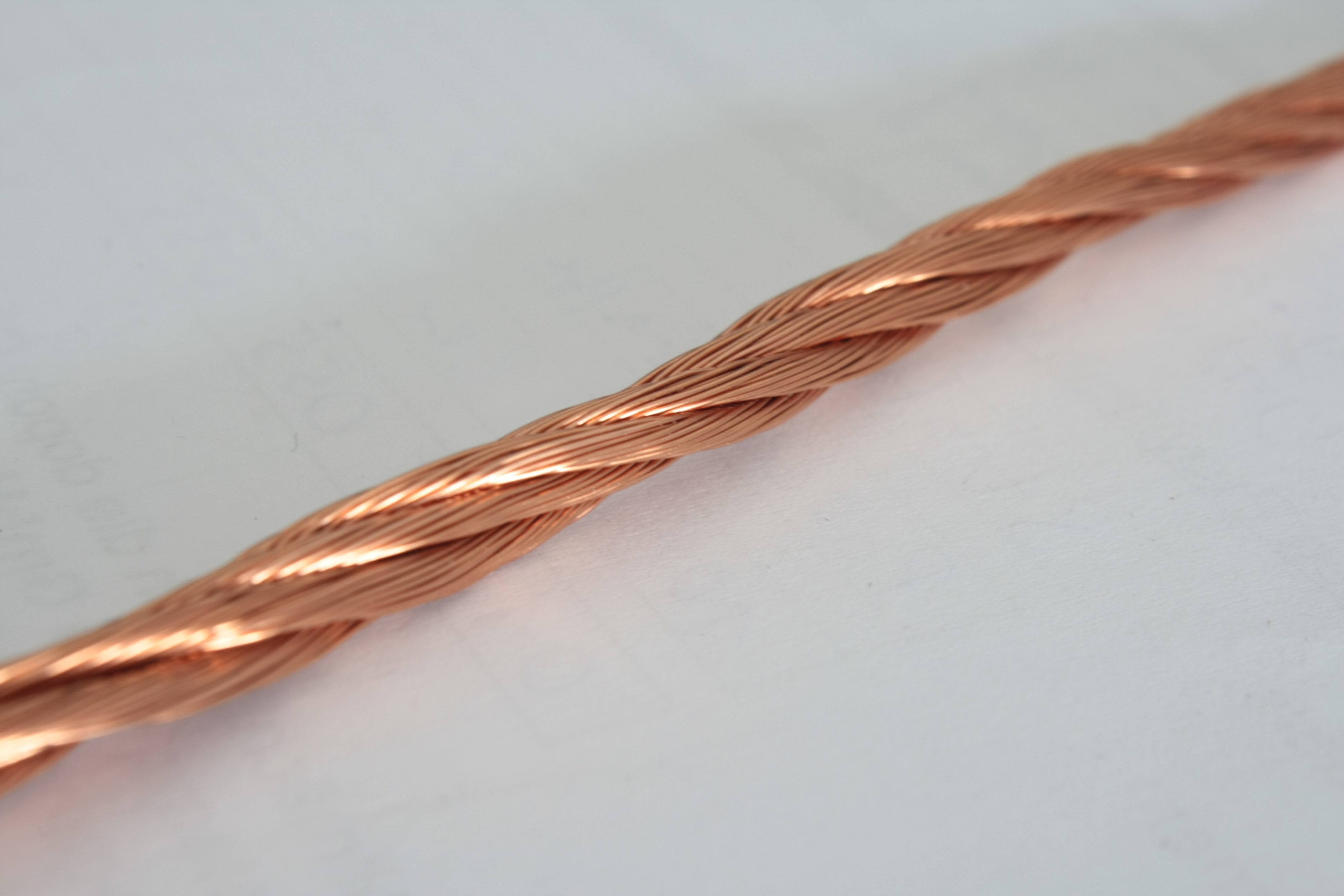
Nahaufnahme einer Hochfrequenzlitze

Hochfrequenzlitze, auch HF-Litze, ist eine Litze, welche aus einer größeren Anzahl feiner, meist durch Lack voneinander isolierter Drähte besteht, die so verflochten sind, dass im Mittel jeder Einzeldraht möglichst jede Stelle im Gesamtquerschnitt der Litze gleich oft einnimmt. Diese Litze wird in der Hochfrequenztechnik verwendet.

## Beschreibung
Die höhere Güte im Hochfrequenzbereich beruht auf der Vergrößerung des effektiv am Stromfluss beteiligten Querschnitts, der beim Volldraht durch folgende Effekte eingeschränkt ist:
- Skin-Effekt (Ladungsträgerverdrängung aufgrund des Magnetfeldes des Einzelleiters). Bei hohen Frequenzen fließt aufgrund dieses Effekts der größte Teil des Stromes entlang oder nahe der Oberfläche des Leiters. Beispielsweise beträgt bei einer Frequenz von 10 MHz die Stromdichte 20 µm unter der Oberfläche nur noch den 1/e-ten Teil (37 %) der Stromdichte auf der äußersten Oberfläche. Durch Erhöhung der Leitfähigkeit speziell der Oberfläche kann der Verlustwiderstand gesenkt werden.
- Proximity-Effekt (Stromverdrängung zwischen zwei eng benachbarten Leitern)

Um voll wirksam zu sein, darf keines der feinen Drähtchen unterbrochen sein. Alle Drähte müssen am jeweiligen Ende abisoliert und mit der Schaltung verbunden sein. Auf diese Weise sind alle Einzelleiter parallel geschaltet.

## Anwendung

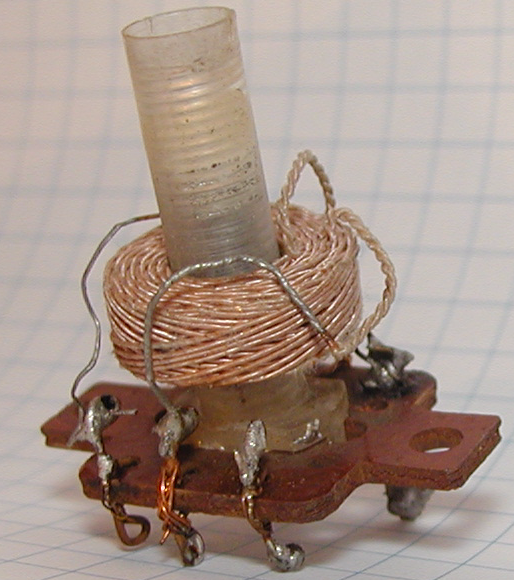
Kreuzwickelspule aus HF-Litze mit trimmbarem Eisenpulverkern für den Mittelwellenbereich

Hochfrequenzlitze wird z. B. zur Herstellung von Spulen für Schwingkreise und teilweise in Schaltnetzteilen und Speicherdrosseln verwendet.
Gegenüber Volldraht hat sie in einem bestimmten Frequenzbereich den Vorteil geringerer Leitungsverluste und ermöglicht somit eine höhere Güte der daraus gefertigten Spulen bzw. geringere Stromwärmeverluste. Durch die Aufteilung in Litzendrähte wird der Füllfaktor gegenüber dem nicht unterteilten Querschnitt jedoch schlechter, der Vorteil durch Verflechten überwiegt den Nachteil des Querschnittsverlustes nicht immer. Es muss daher für die jeweilige Konstruktion (Leistung, Frequenz, Querschnitt, Magnetfeld-Gestalt) ermittelt werden, ob und welche Litze zur Anwendung kommt.
Traditionelle Anwendungsbereiche sind Rundfunkempfänger für Lang- und Mittelwelle (Bewicklung von Ferritstabantennen, Schwingkreise).
Im Niederfrequenzbereich spielt der Skin-Effekt bei geringen Leiterquerschnitten keine große Rolle, da die Skintiefe gleich oder größer als der Drahtdurchmesser ist. Der Proximity-Effekt lässt sich durch HF-Litze jedoch auch bei niedrigeren Frequenzen verringern.
Hochfrequenzlitze wird teilweise in Schaltnetzteil-Transformatoren und -Speicherdrosseln sowie immer in Induktionskochplatten-Spulen angewendet. Hier sind die Querschnitte und Feld-Inhomogenitäten so groß, dass bereits bei Betriebsfrequenzen ab 20 kHz hohe Verluste auftreten würden.
Bei Frequenzen ab einigen Megahertz führt Hochfrequenzlitze (auch eine aus sehr feinen Adern) dazu, dass die Verluste höher werden als bei einem äquivalenten Volldraht. Für einen Volldraht von 0,9 mm Durchmesser wurde im Vergleich zu einer Litze 80 × 0,1 mm Durchmesser (d. h. gleicher Kupferquerschnitt wie der Volldraht) eine Grenze von etwa 1 MHz ermittelt, ab der die Litze gegenüber einem Volldraht keinen Vorteil mehr bietet. Deshalb ist der Einsatz von Hochfrequenzlitze je nach Querschnitt auf Frequenzen unterhalb einiger 100 kHz begrenzt.